# 杜罗尼亚
杜罗尼亚（義大利語：Duronia），是意大利坎波巴索省的一个市镇。总面积22平方公里，人口465人，人口密度21.1人/平方公里（2009年）。ISTAT代码为070022。